# Kolo poravno
Kolo poravno je narodni ples Hrvata Soli. Jedinstveno je atraktivno kolo. Pleše ga se uz pratnju violine i tambure ili šargije. Plesači se drže tako da ruke na ramena plesačica, a plesačice se drže za muške prsluke. Korijeni su zanimljivi i može ih se povezati s narodnom nošnjom Hrvata iz okolice Tuzle (Soli), koja je jedinstvena. Po jednim istraživačima tradicijske odjeće je srednjobosanska, po drugima pripada panonskom - posavskom načinu odijevanja. Nošnja sadrži osobina oba područja, ali ima i unikatne elemente, poprilično različite od drugih krajeva. S time se može dovesti u vezu i podrijetlo narodnog plesa.